# Список особо охраняемых природных территорий Иркутской области
На начало 2012 года на территории Иркутской области существуют ООПТ следующих категорий: государственные природные заповедники (2), национальный парк (1), заказник федерального значения (1), заказники областного значения с комплексным режимом охраны (9), заказники областного значения с охраной одного вида (4), а также многочисленные памятники природы.
Площадь особо охраняемых территорий области - 2340,6 тыс. га, что составляет 3,1% от площади области.

## Заповедники
- Витимский государственный природный заповедник
- Байкало-Ленский государственный природный заповедник

## Национальные парки
- Прибайкальский национальный парк

## Заказники

### Федеральные заказники
- Тофаларский заказник

### Заказники областного значения с комплексным режимом охраны.
- Бойские Болота
- Магданский заказник
- Таюрский заказник
- Туколонь
- Озёрный заказник
- Чайский заказник
- Кирейский заказник
- Кадинский заказник

### Заказники областного значения с охраной одного вида.
- Эдучанский заказник
- Зулумайский заказник
- Иркутный заказник
- Кочергатский заказник

## Памятники природы

### Геологические памятники.
- Скала Мир
- Нижнеудинские пещеры
- Ледник Солнечный
- Пещера Светлая
- Пещера Спиринская
- Карстовый колодец Восьмое Марта
- Пещера Зимняя Сказка
- Эоловые формы рельефа урочища Песчанка
- Кобылья Голова
- Мыс Улан-Нур
- Мыс Арка
- Утес Шимановский
- Скала Старуха
- Скала Идол
- Скала Столбак
- Пещера Часовня
- Останец Царские Ворота
- Шаман-камень
- Скала Два Брата
- Утес Скрипер
- Утес Чаячий
- Белая выемка
- Скала Чапаевка
- Обнажение вулканических пород в районе метеостанции Хамар-Дабан

### Водные памятники.
- Вонькие Ключи
- Гаженский источник
- Усть-Кутский источник
- Родники Ключи
- Источник реки Окунайки
- Умбелльский водопад
- Уковский водопад
- Большой Каскад
- Удинские пороги
- Гутарский водопад
- Чернобирюсинский источник
- Водопад на реке Заворотницкой
- Водопад на реке Безымянной
- Пороги Хангарок
- Заяшкий водопад
- Алтарик
- Родники горы Весёлой
- Карстовый родник
- Озеро Сердце

### Ботанические памятники.
- Водяной орех на озере Солонецком
- Озеро с кувшинкой чисто-белой
- Иркутский ландыш
- Реликтовый ельник
- Фиалка иркутская
- Популяция калипсо луковичной в Большом Лугу
- Байкальский энтомологический заказник
- Ирис сглаженный
- Популяция тридактилины Кирилова на 5356 км ВСЖД

### Зоологические памятники.
- Острова пролива Малое Море
- Исток Ангары

### Ландшафтные памятники.
- Ландшафтно-геологический заказник
- Игирминские сосновые боры
- Тушамские сосновые боры
- Мыс Дыроватый
- Останец Витязь
- Водопады реки Подкомарной

### Комплексные памятники природы.
- Шаманские писаницы
- Шишкинские писаницы
- Фигурные камни на реке Хан
- Фигурные камни на реке Кастарма
- Хобой
- Саган-Хушун
- Бурхан
- Петроглифы у реки Куртун
- Петроглифы у деревни Куртун
- Саган-Заба
- Кайская роща
- Песчаная (бухта, Байкал)
- Бакланий Камень
- Шаманский мыс

## Дендрологические парки и Ботанические сады
- Ботанический сад Иркутского государственного университета